# Fonsi Nieto

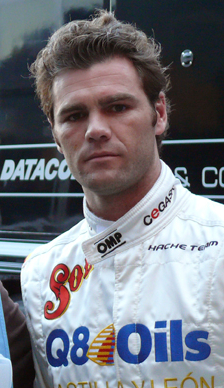
Fonsi Nieto 2009.

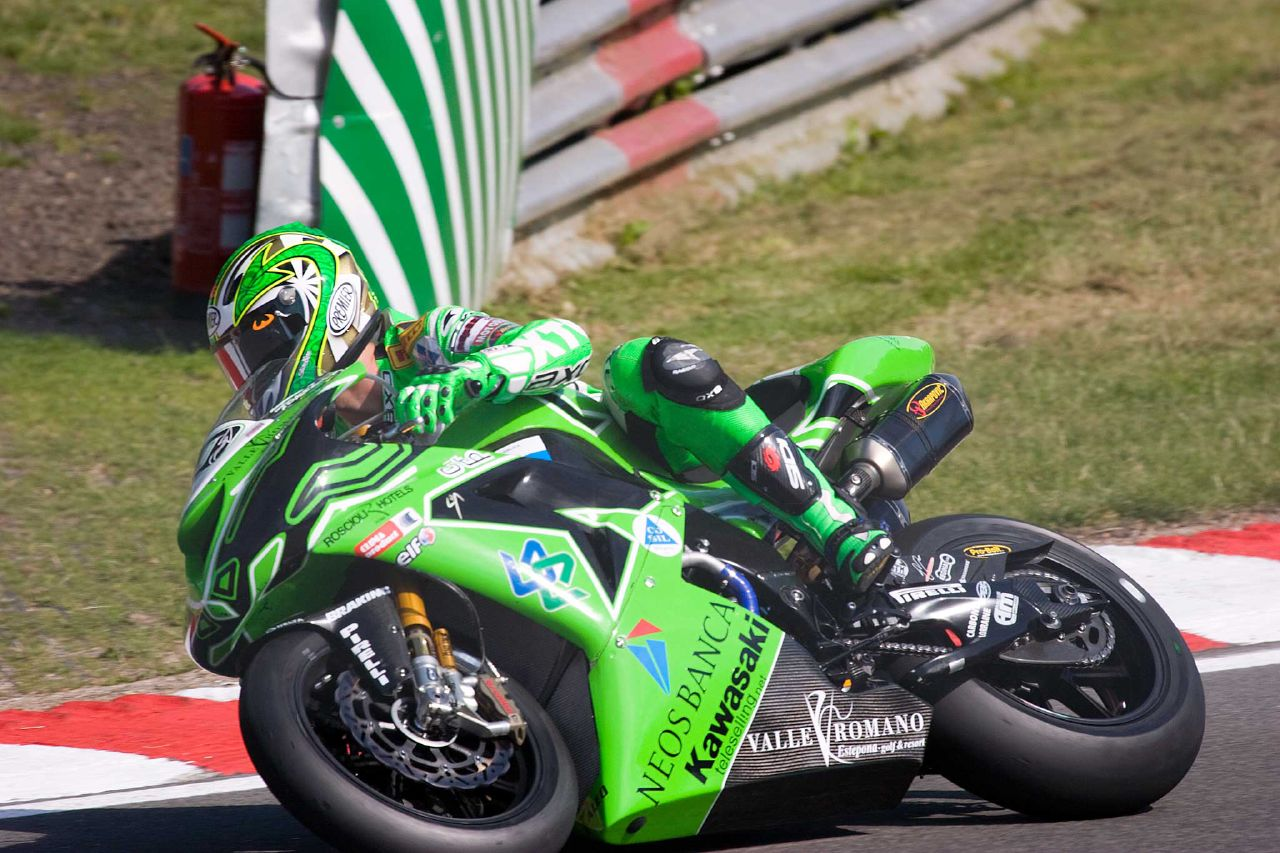
Fonsi Nieto på Kawasaki Superbike Brands Hatch 2007

Alfonso "Fonsi" Nieto, född 2 december 1978 i Madrid, är en spansk roadracingförare som var aktiv i olika världsmästerskapsklasser från 1997 till 2010. Största framgången var andraplatsen i 250GP-klassen 2002. Han är brorson till Ángel Nieto och kusin till Pablo Nieto. 

## Tävlingskarriär
Nieto gjorde VM-debut i Spaniens Grand Prix 1997 i 125-kubiksklassen. Följande år körde han tre Grand Prix. Roadracing-VM 1999 körde Nieto hela säsongen i 250-kubiksklassen. Han fortsatte där de kommande åren med allt bättre resultat. Första pallplatsen kom vid Valencias GP 2001 där han blev trea. Han kom på femte plats i VM-tabellen 2001. Roadracing-VM 2002 slogs Nieto om VM-titeln. Han vann sitt första Grand Prix den 3 maj hemma i Spanien på Jerezbanan och vann också Grand Prixerna i Frankrike, Portugal och Malaysia. Marco Melandri körde dock ännu bättre och Nieto fick nöja sig med andraplatsen i VM. Roadracing-VM 2003 vände resultaten ned. Nieto vann Storbritanniens Grand Prix och blev femma i ett jämnt världsmästerskap. Följande år kom Nieto på sjunde plats och lämnade sedan Grand Prix-cirkusen. 2007 gjorde han dock ett inhopp i Frankrikes GP för den skadade Olivier Jacque på Kawasakis fabriksmotorcykel i MotoGP-klassen och kom 11:a.
Nieto körde i Superbike 2006-2009. 2008 för Alstare Suzuki och vann heat 2 i premiären i Superbike-VM 2008. 2010 kom han tillbaka i Grand Prix-racingen i den nya Moto2-klassen. Resultaten uteblev och Nieto kom på 18:e plats.

## Segrar i 250GP
| Nr | Grand Prix     | År   |
| -- | -------------- | ---- |
| 1  | Spanien        | 2002 |
| 2  | Frankrike      | 2002 |
| 3  | Portugal       | 2002 |
| 4  | Malaysia       | 2002 |
| 5  | Storbritannien | 2003 |

## Segrar i World Superbike
| Nr | Bana   | Heat | År   |
| -- | ------ | ---- | ---- |
| 1  | Losail | 2    | 2008 |